# Bradwardine (Manitoba)
Pour les articles homonymes, voir Bradwardine.
Bradwardine est une communauté non incorporée historique du Manitoba située dans l'ouest de la province et faisant partie de la municipalité rurale de Daly devenue aujourd'hui ville fantôme. La localité est située au nord-est de Virden.
Bradwardine apparut en 1884 avec l'ouverture d'un bureau de poste, mais ce dernier fut relocalisé en 1902 pour être plus près du chemin de fer nouvellement arrivé. Initialement, le nom de Rowan fut retenu pour la communauté, mais ce sera finalement le nom d'un personnage, le Baron de Bradwardine, de la nouvelle Waverley de Walter Scott qui fut retenu.
Bradwardine disparu progressivement jusqu'à Seconde Guerre mondiale après entre autres auvoir souffert de deux importants incendies et de la perte de l'école et du chemin de fer par la suite.

## Référence
- (en) Cet article est partiellement ou en totalité issu de l’article de Wikipédia en anglais intitulé « Bradwardine, Manitoba » (voir la liste des auteurs).